# 마타 하리 (1931년 영화)
마타 하리(Mata Hari)는 미국에서 제작된 조지 피츠모리스 감독의 1931년 드라마 영화이다. 그레타 가르보 등이 주연으로 출연하였고 어빙 탈버그 등이 제작에 참여하였다.

## 출연

### 주연
- 그레타 가르보

### 조연
- 라몬 노바로
- 라이오넬 베리모어
- 루이스 스톤
- C. 헨리 고든
- 카렌 몰리
- 알렉 B. 프란시스

## 제작진
- 의상: 아드리안

## 같이 보기
- 첩보 영화